# 中国民俗之家
中国民居项目（英文：China Folk House Retreat）是美国的一家非营利机构，他们从云南拆解了一栋中国传统民房，并在西弗吉尼亚州的哈珀斯费里将其重建，以促进美国民众对中国文化的了解，该名称也可以指代房屋本身。

## 历史
西德威尔友谊学校中文研究项目主任约翰·弗劳尔（John Flower）与他的妻子帕梅拉·伦纳德（Pamela Leonard）每年春天都会带领数十名11年级和12年级的美国学生到云南探访这里的文化和自然环境，但该活动目前因COVID-19大流行而不得不暂停运作。2014年，他们和学生在云南省剑川县的茨中村偶然发现了这座融合了汉族、白族、纳西族和藏族风格的民房。
茨中村位于东喜马拉雅地区澜沧江流域，中外文化交流历史悠久。早在1867年，巴黎对外传教协会就在这里建设了茨中教堂。当弗劳尔一行人参观该村时，屋主张建华邀请他们到他家坐坐。张建华告诉他们，这座房子建于1989年，但是即将因为新建水电站而被淹没，政府在一公里外为他提供了一座新房子。由此，弗劳尔萌生了将它拆解并在美国重建的想法，这栋房子是榫卯结构的，因而可以很容易拆解。

## 重建
弗劳尔和他的学生多次拜访张建华，最终在2017年买下了这栋房子。经过测量和拍照，整个房屋被拆解，送到天津，再经过巴尔的摩运送到西弗吉尼亚。他们花了几年时间在哈珀斯费里按照中国传统的建筑方法重建了这座房子。为了这个项目的发展，弗劳尔和伦纳德创建了中国民居项目。

## 相关活动
2022年6月，中国驻美大使秦刚访问了该地。
帕梅拉·伦纳德担任该组织的CEO。
11月2日，昆明理工大学、大理州喜林苑客栈和西德威尔友谊学校举办了关于云南传统建筑的线上研讨会，会上讨论了中国民居项目，昆明理工大学将向该项目捐赠一批瓦片用于房屋的重建。